# Mırza-Ake
Mırza-Ake (in kirghiso Мырза-Аке?; in russo Мырза-Аке?, Myrza-Ake), precedentemente Mirza-Aki (in russo Мирза-Аки?), è una città del Distretto di Uzgen, nella regione di Oš, in Kirghizistan. L'insediamento, situato ad un'altitudine di 1053 metri, ha una popolazione di 15.071 abitanti (dato diferito al 2009).